# Pallas-Athene-Brunnen (Wien)

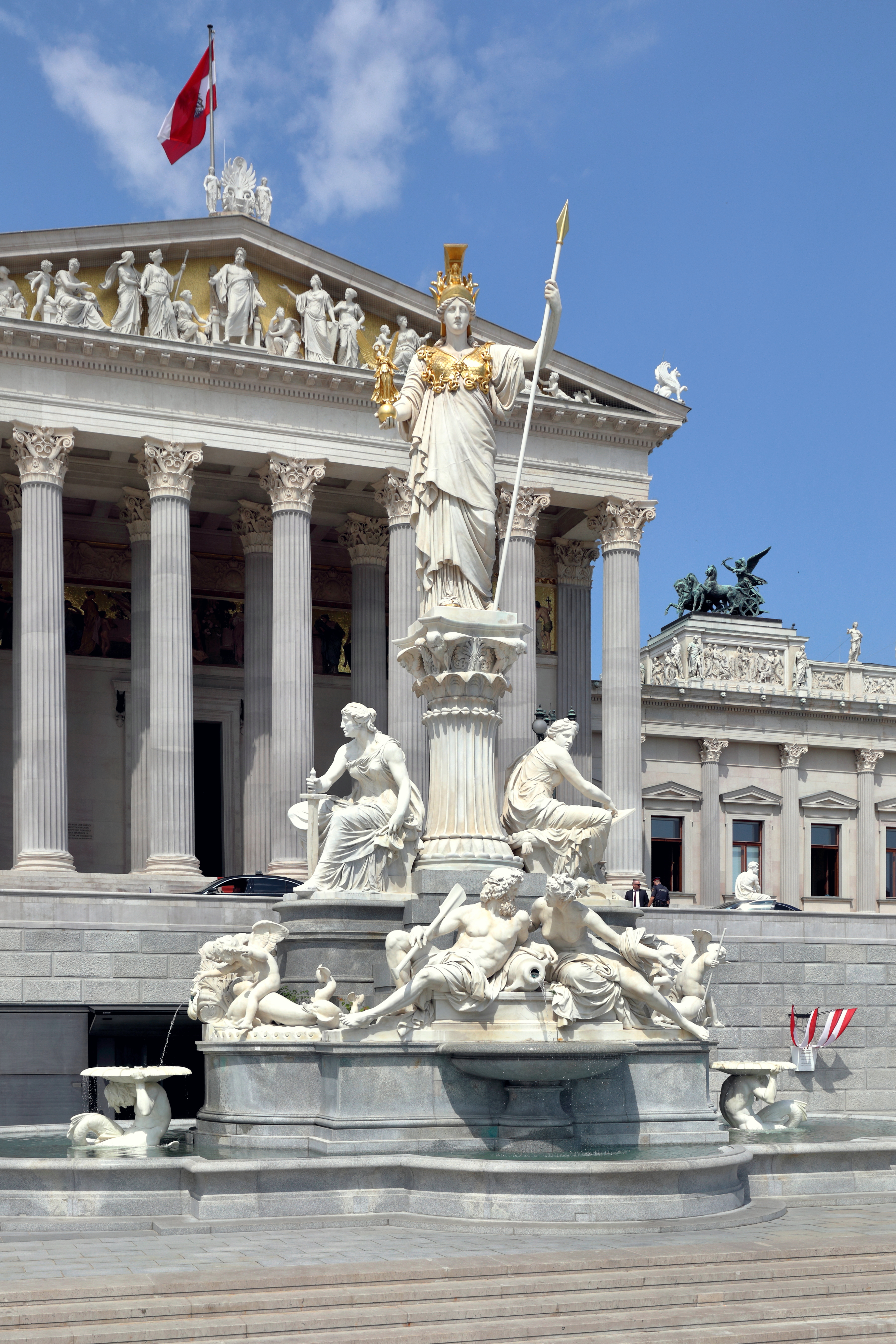
Pallas-Athene-Brunnen

Der Pallas-Athene-Brunnen in Wien befindet sich vor dem österreichischen Parlamentsgebäude am Dr.-Karl-Renner-Ring im 1. Bezirk, der Inneren Stadt.

## Baugeschichte

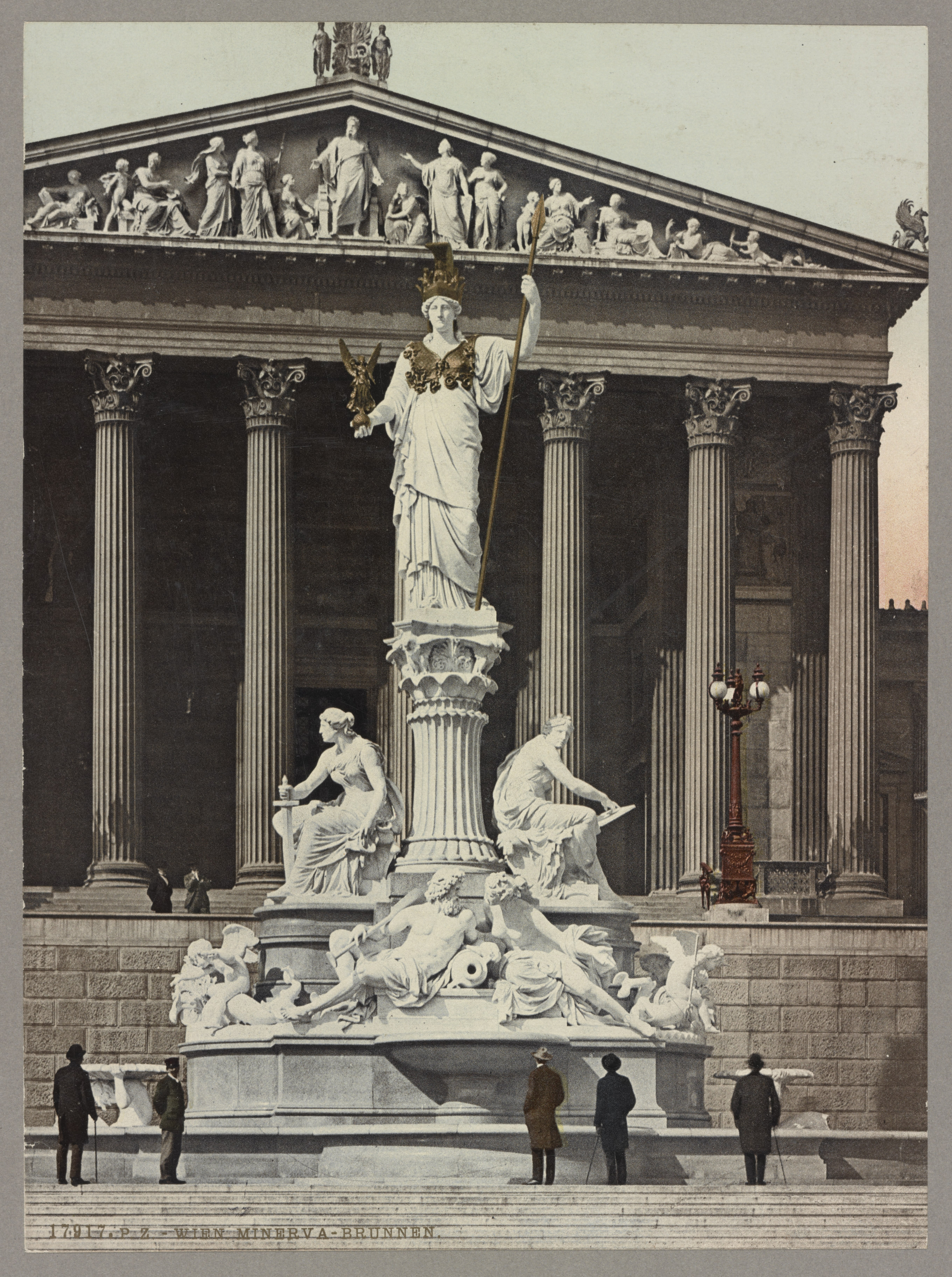
Historische Ansicht (1902)

Der Brunnen wurde von Theophil Hansen 1870 als Teil des Parlament-Ensembles entworfen, vor dem ursprünglich separaten Herrenhaus, wo heute das Palais Epstein steht. Mit den Bauarbeiten wurde aber erst 1898 begonnen, – 15 Jahre nach Fertigstellung des Gebäudes. 1873 war noch eine allegorische Darstellung der Austria als Hauptfigur vorgesehen. Diese Idee wurde jedoch zu Gunsten der für die Vielvölkermonarchie neutraleren Pallas Athene verworfen.
Die Figuren des 1902 enthüllten Monuments wurden von Bildhauern aus Laaser Marmor hergestellt: Athene sowie die Allegorien von Elbe und Moldau von Carl Kundmann, die Fluss-Allegorien von Donau und Inn von Hugo Haerdtl und die Allegorien der Exekutive und der Legislative von Josef Tautenhayn. 2005 wurde der Brunnen generalsaniert.

## Beschreibung
In der Mitte des symmetrisch angelegten Brunnens befindet sich eine Figurengruppe, deren Zentrum das 5,5 Meter hohe Standbild der auf einer Säule stehenden Pallas Athene bildet. Die griechische Göttin der Weisheit hält in der linken Hand einen Speer, in der rechten die Siegesgöttin Nike. Neben der Säule sitzen die allegorischen Darstellungen der gesetzgebenden und der vollziehenden Gewalt, – zu ihrer Linken die Legislative mit einem Buch, zu ihrer Rechten die Exekutive mit einem Schwert. Die römische Entsprechung der griechischen Göttin Pallas Athene ist Minerva, weshalb der Brunnen auch Minervabrunnen genannt wurde.
Die Statue der Athene steht auf einer klassizistisch gestalteten Säule, deren Kapitell an jeder Ecke eine Eule zeigt. Mit ausgebreiteten Flügeln tragen die vier Eulen, als Begleittier der Athene und als Symbol der Weisheit, die kolossale Statue und wachen gemeinsam über die Gewaltenteilung, die darunter als Personifikationen von Legislative (mit Gesetztafel) und Exekutive (mit Waagschale und Richtschwert) dargestellt ist.
Über zwei erhöhten Wasserbecken vor und hinter der Säule sind die vier wichtigsten Flüsse Altösterreichs als liegende Figuren dargestellt: vorne die Donau als Frau und der Inn als bärtiger Mann, hinten die einander umarmenden Frauengestalten von Elbe und Moldau. Zu beiden Seiten befinden sich je zwei geflügelte Putten, die auf Delphinen reiten.
Dass die Göttin der Weisheit dem Parlamentsgebäude den Rücken zukehrt, führte im österreichischen Volksmund zu verschiedenen Witzen und Spottworten, wonach die Weisheit nicht im Parlament anzutreffen sei.

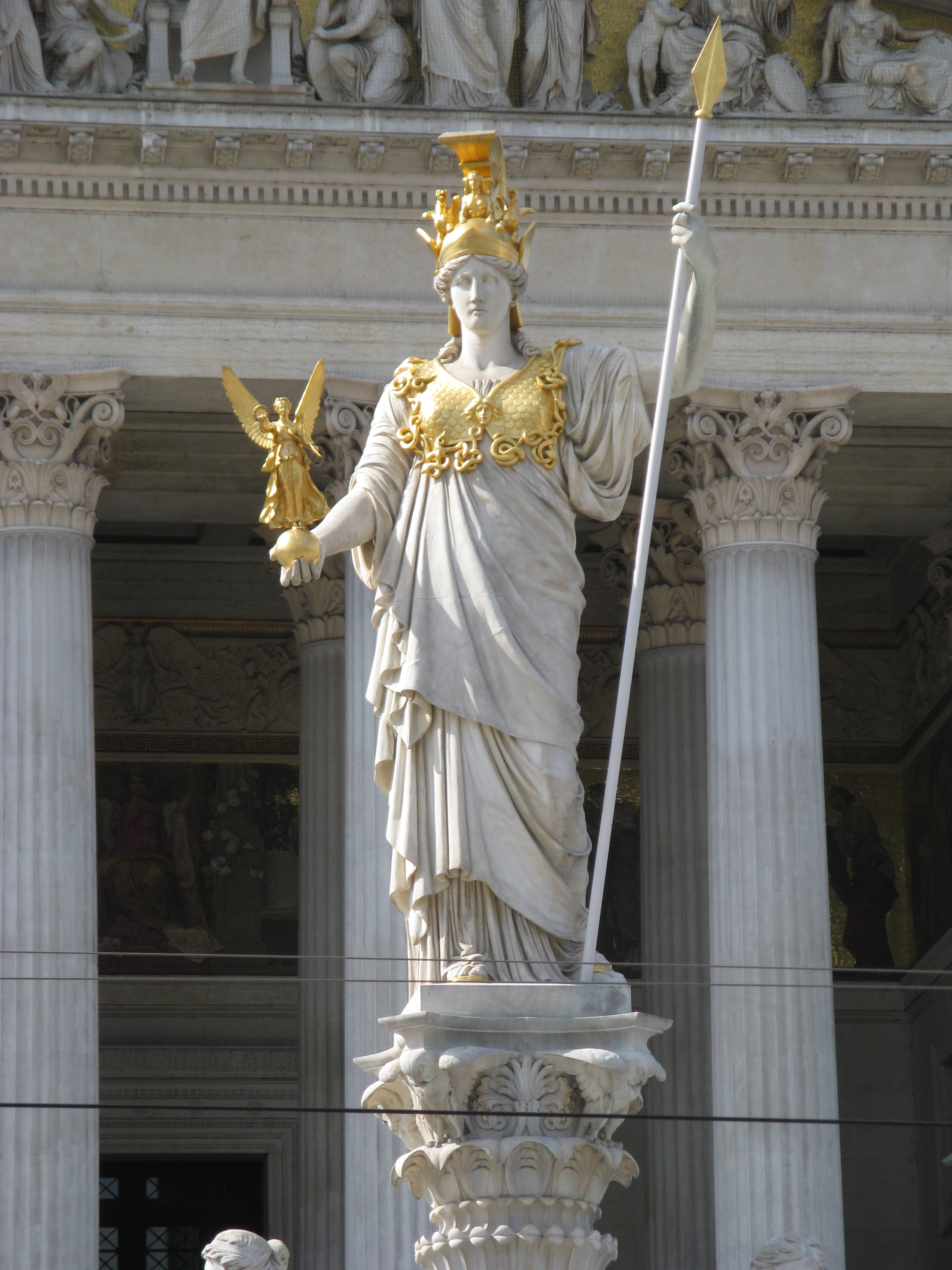
Pallas Athene
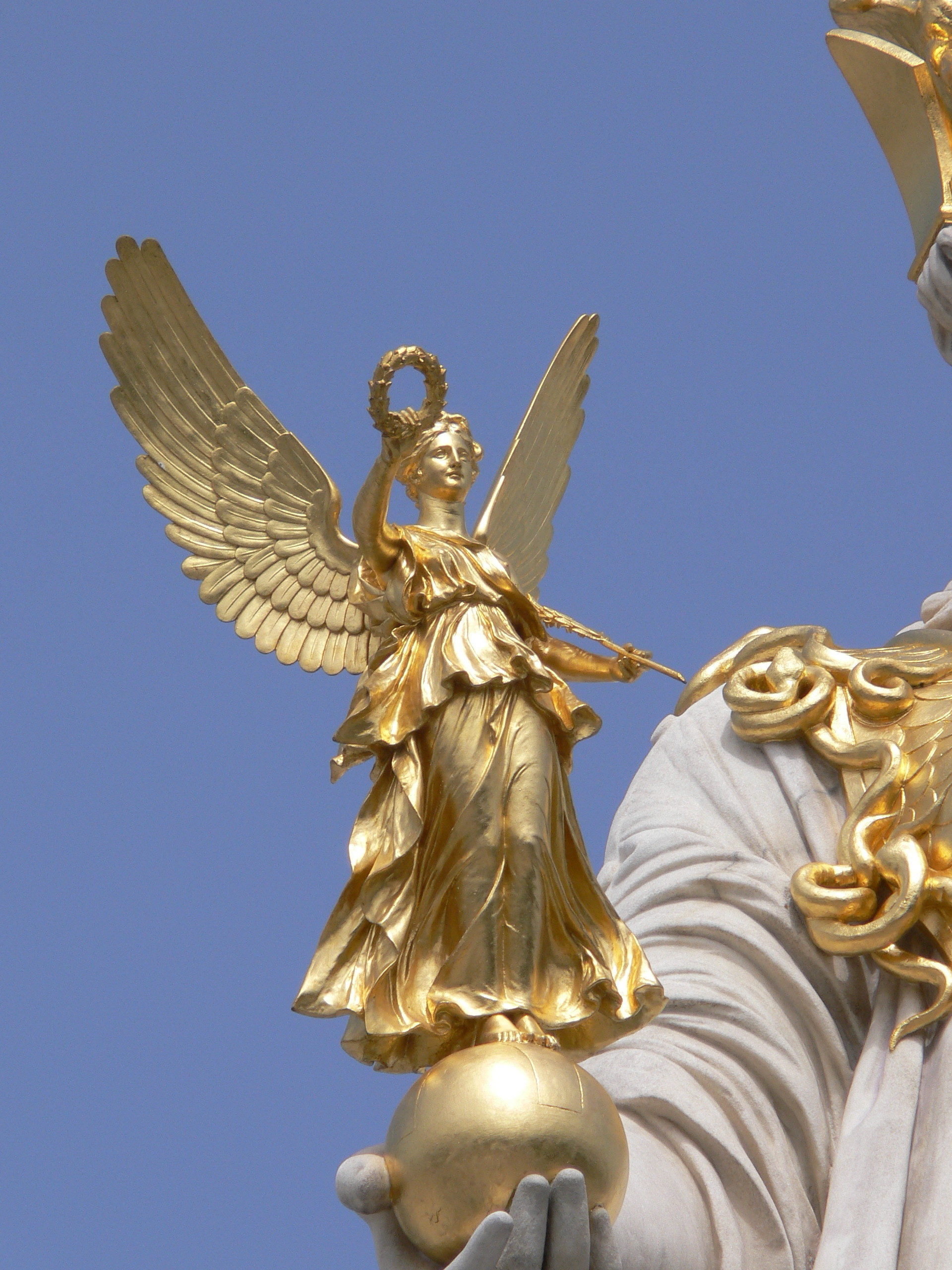
Siegesgöttin Nike
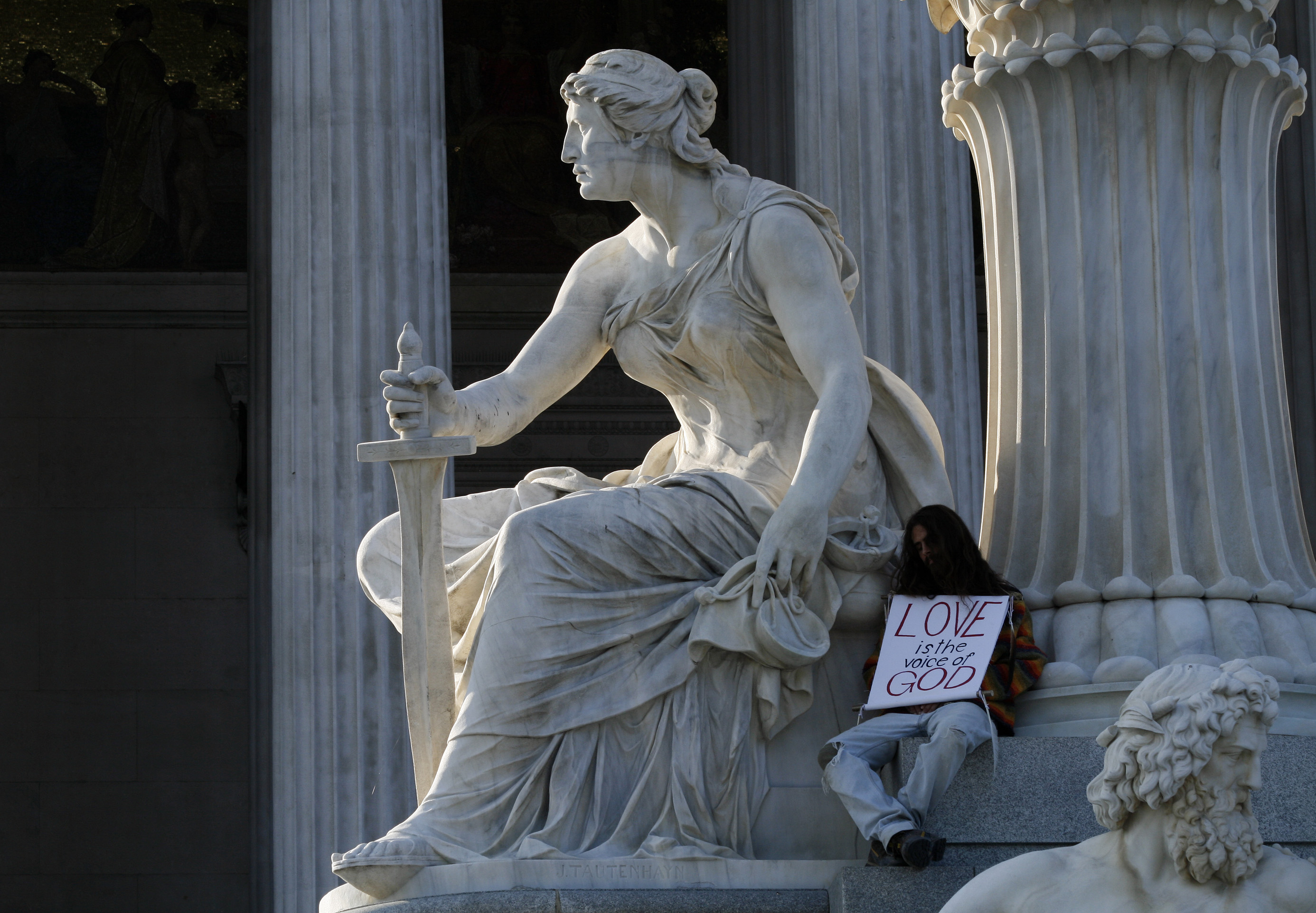
Exekutive
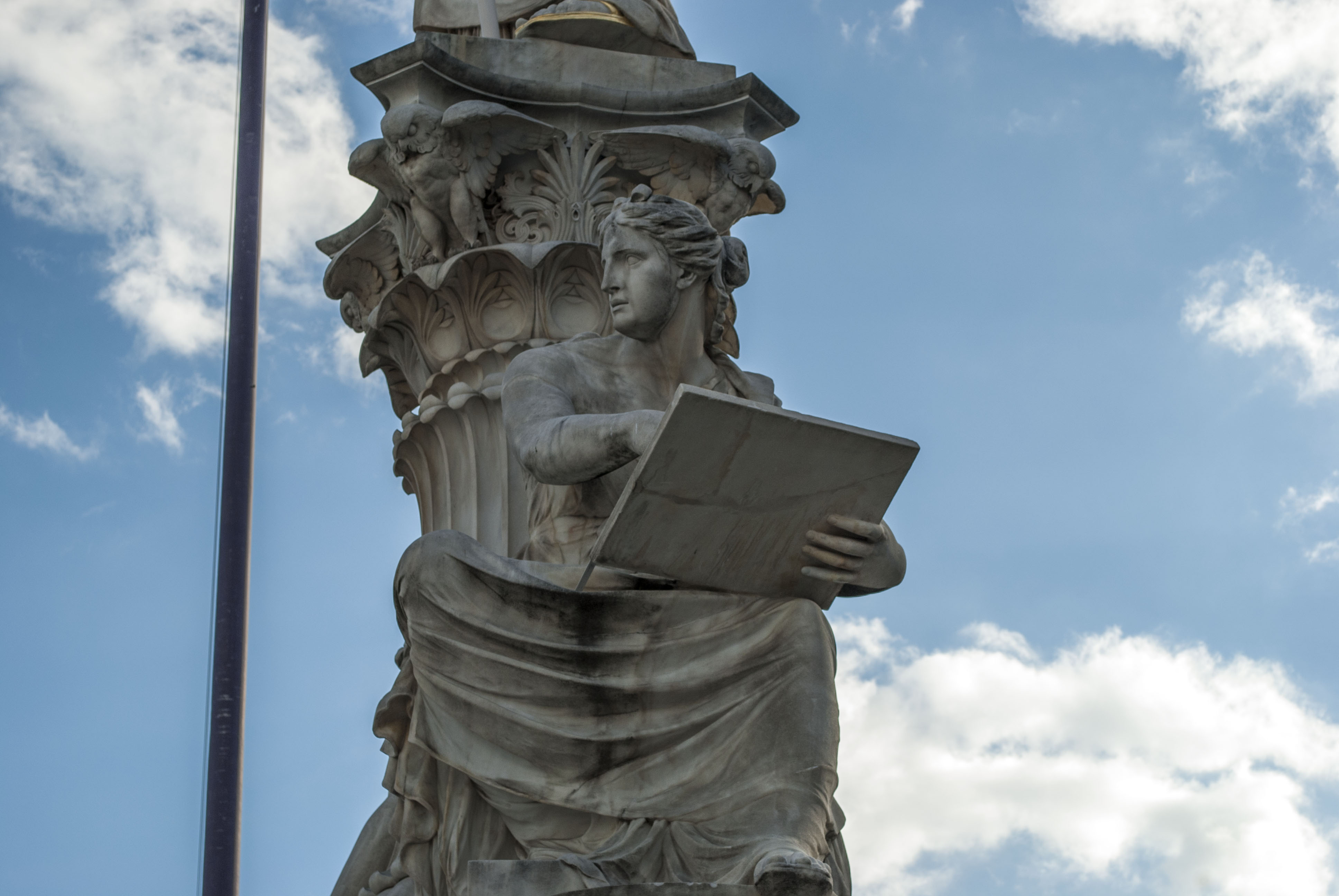
Legislative
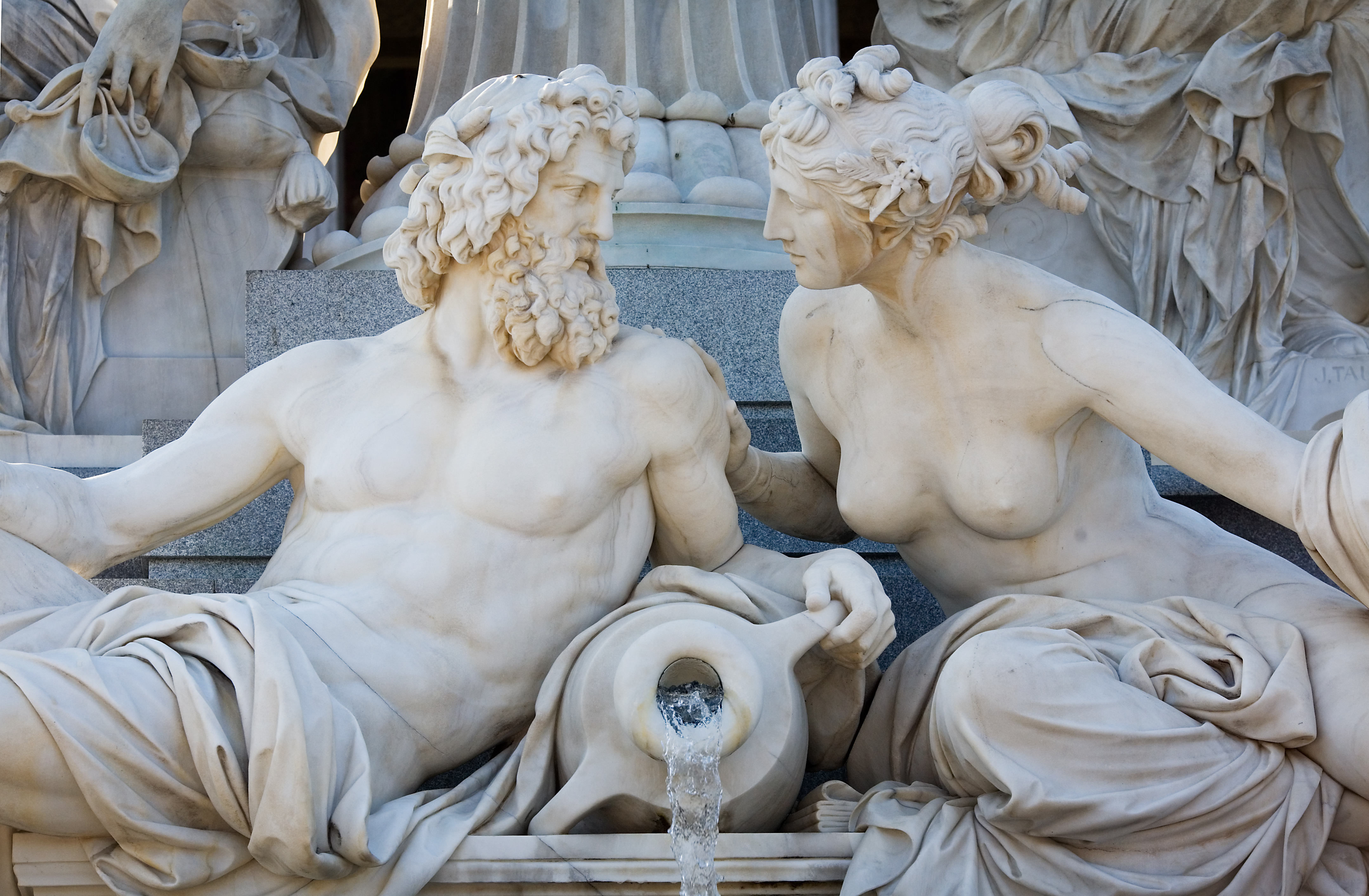
Inn und Donau
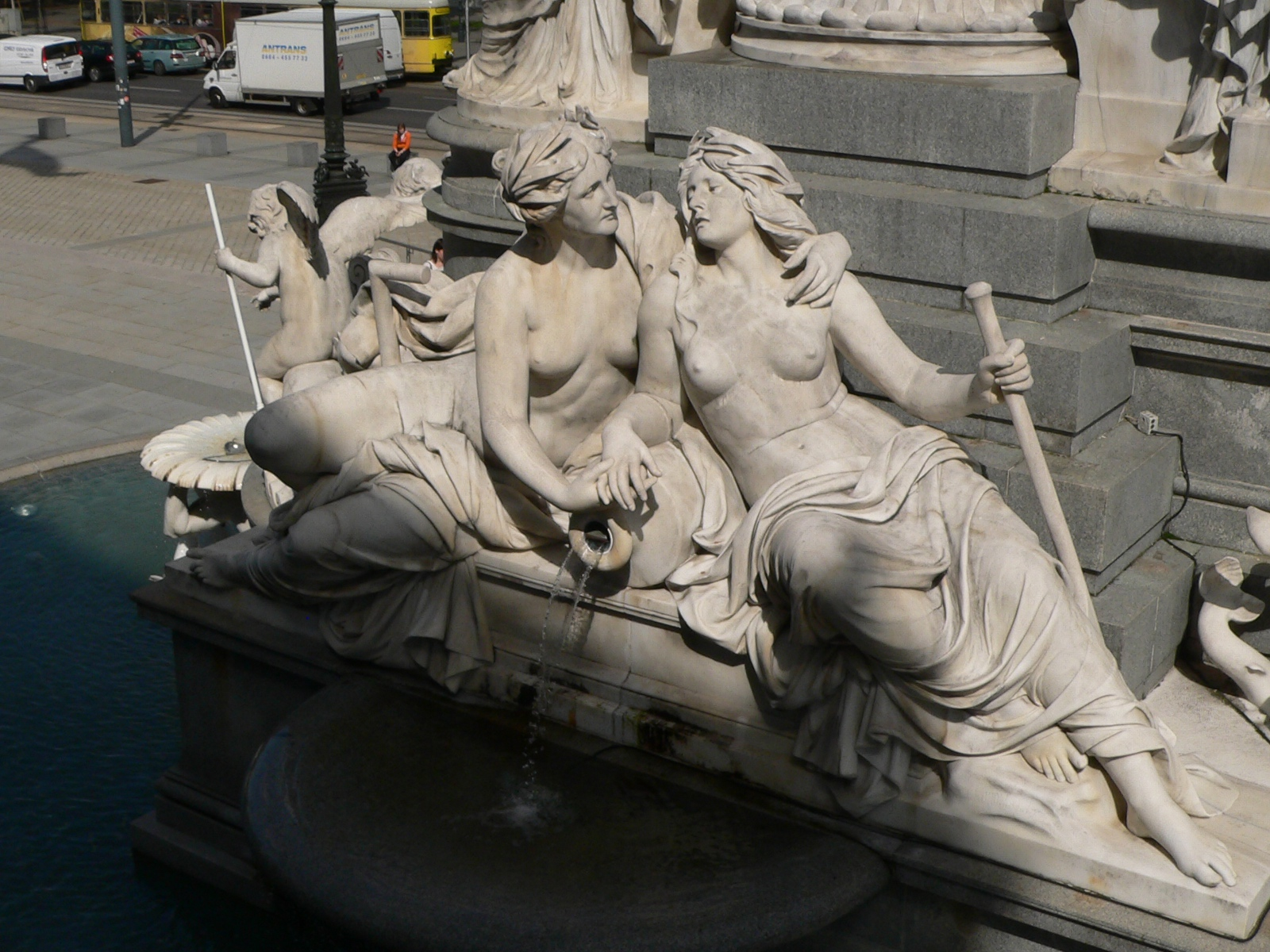
Elbe und Moldau
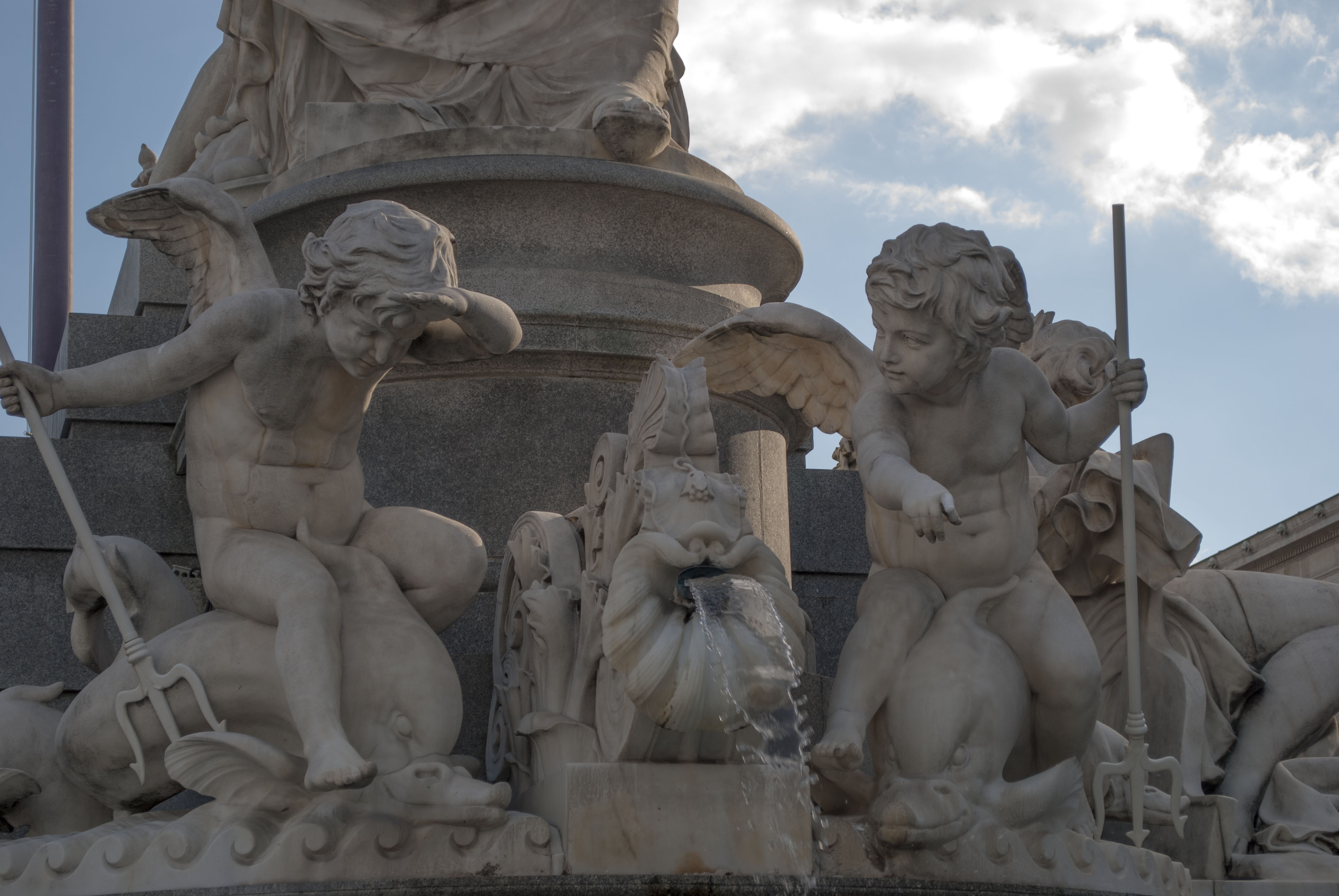
Auf Delphinen reitende geflügelte Putten
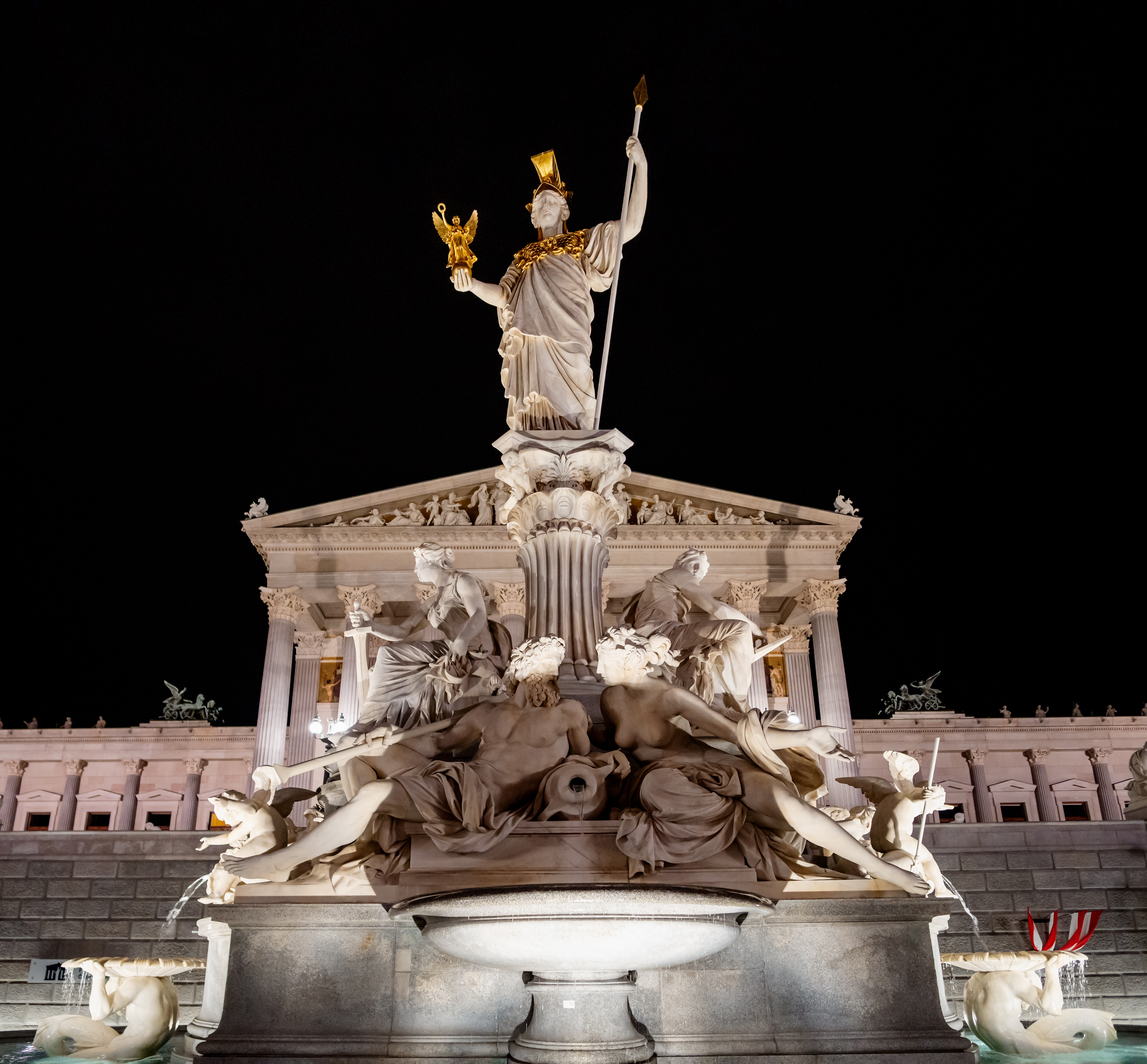
Der Pallas-Athene-Brunnen Nachts